# La Margarita (murga)
La Margarita es una murga uruguaya que participó por primera vez en el Carnaval en 1998. Su Director responsable y escénico es Felipe Gardiol, quien asimismo se encarga de los arreglos corales. Los textos están a cargo de Jorge Velásquez.

## Reconocimientos
En distintas ediciones fue nominada en las categorías "mejor batería", "mejor voz de murga", "mejor letrista" y "mejor personaje". También estuvo varias veces entre los finalistas en la categoría "canción inédita" del premio «Víctor Soliño» el cual ganó en los años 2002 y 2006 con los temas “Vuelo circular” y “Una noche estrellada” respectivamente.
En el 2006 logró el cuarto premio en el concurso oficial y obtuvo los siguientes premios al Mejor solista por Ricardo Villalba, "Mejor figura popular de murgas" por Diego Bello, "Mejor retirada", "Mejor batería de murgas" por el desempeño de Carlos Migliarini (bombo), Esteban Flores (redoblante) y Nicolás Pitaluga en (platillos). Dos años más tarde, accede al tercer premio del concurso oficial, logrando los reconocimientos al "Mejor solista" por Sebastián Martínez, "Mejor cupletista" por Diego Bello, "Mejor arreglador coral" por Felipe Gardiol y "Mejor coro de murgas". En el año 2009 Claudio "el negro" Rojo obtuvo la mención a la "Mejor figura de murgas".

## Posiciones
Posiciones obtenidas en el concurso oficial desde su primer ingreso en el año 1998 hasta la actualidad:
| 1998 | 1999 | 2000 | 2001 | 2002 | 2003 | 2004 | 2005 | 2006 | 2007 | 2008 | 2009 | 2010 | 2011 | 2012 | 2013 | 2014 | 2015 | 2016 | 2017 | 2018 | 2019 |
| ---- | ---- | ---- | ---- | ---- | ---- | ---- | ---- | ---- | ---- | ---- | ---- | ---- | ---- | ---- | ---- | ---- | ---- | ---- | ---- | ---- | ---- |
| 15.º | 9.º  | 9.º  | 11.º | 6.º  | 5.º  | 6.º  | 12.º | 4.º  | 8.º  | 3.º  | 4.º  | 11.º | 12.º | 7.º  | 16.º | 15.º | 13.º | 15.º | 11.º | 15.º | 20.º |
| 2020 | 2021 | 2022 | 2023 | 2024 | 2025 |      |      |      |      |      |      |      |      |      |      |      |      |      |      |      |      |
| 17.º | -    | 18°  | -    | 17º  | 12°  |      |      |      |      |      |      |      |      |      |      |      |      |      |      |      |      |

     No accedió a la liguilla.
     No accedió a la segunda rueda.
     No se realizó el concurso oficial de carnaval debido a la pandemia de COVID-19.
     No pasó la prueba de admisión.

## Discografía
- 2004, La feria de La Margarita (Brújula digital)
- 2005, La navidad de La Margarita (Brújula digital)
- 2006, La Margarita perdió la cabeza (en CD y DVD. Brújula digital)
- 2007, Embajadores de la cultura (en CD y DVD. Brújula digital)
- 2007, La Margrita Antología (Montevideo Music Group)
- 2008, Que historieta el Uruguay (en CD y DVD. Brújula digital)
- 2009, La Margarita al poder (en CD y DVD. Brújula digital)
- 2020, La noche de los museos (en CD y DVD. Brújula digital)